# Verhnea Rudnea, Ovruci
Verhnea Rudnea (în ucraineană Верхня Рудня) este un sat în comuna Sloboda din raionul Ovruci, regiunea Jîtomîr, Ucraina.

## Demografie
Componența lingvistică a localității Verhnea Rudnea
     Ucraineană (96,77%)
     Rusă (3,23%)
Conform recensământului din 2001, majoritatea populației localității Verhnea Rudnea era vorbitoare de ucraineană (96,77%), existând în minoritate și vorbitori de rusă (3,23%).